# Gigante de Cerne Abbas

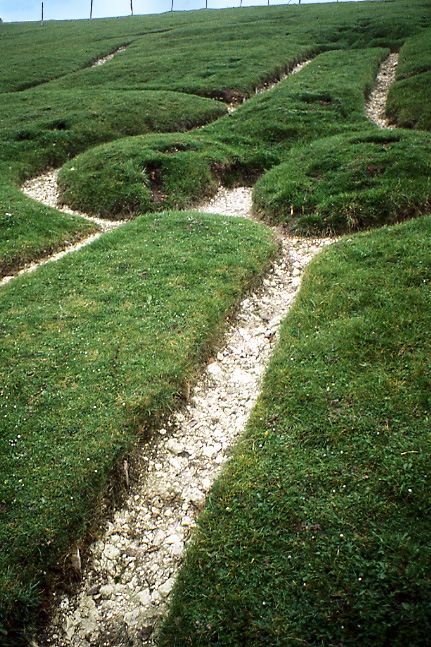
Imagem que mostra como o gigante de Cerne Abbas está esculpido no solo

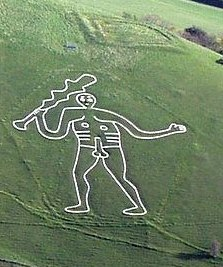
Vista da figura antropomórfica de Cerne Abbas

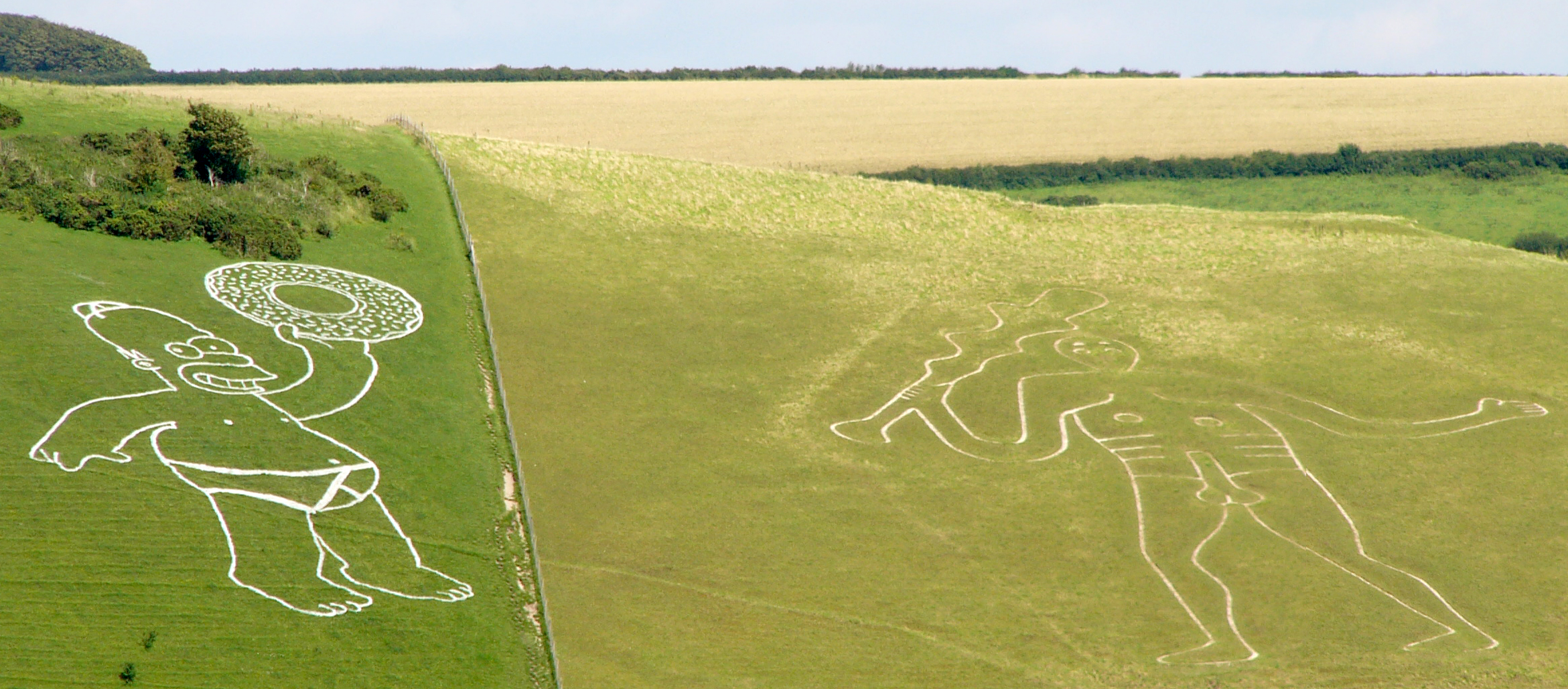
em 2007 com Homer Simpson

O gigante de Cerne Abbas é um desenho de 66 metros de cumprimento, gravado no chão de uma colina por meio de trincheiras cortadas na vegetação e depois preenchidas com giz.[carece de fontes?] Próxima da aldeia de Cerne Abbas, Dorset em Inglaterra,  representa um homem nu, com o falo ereto, segurando uma clava na mão direita. É considerada um símbolo espiritual da Antiguidade relacionado à fertilidade. A primeira referência à sua existência é de 1694.
Trata-se da maior e mais preservada das figuras desenhadas nas encostas das colinas da Inglaterra.

## Significado
A origem do geóglifo é incerta, existem diversas teorias sobre quando foi desenhado e quem está representado na imagem.
O gigante de Cerne Abbas pode ser uma figura pagã: com 66 metros de cumprimento e costelas e mamilos perfeitamente delineados. Segura em uma das mãos um bastão nodoso com 37 metros de comprimento; o braço esquerdo dobrado e a palma da mão esquerda sutilmente dobrada denotam que eventualmente pode ter segurado algum objeto. Suas características apontaram para a imagem de Hércules.[carece de fontes?]
Entre os pés do gigante, é possível que outrora se inscrevessem algumas letras e números, mas dado que o tempo os apagou, muitas foram as hipóteses levantadas sobre essa possível mensagem. As letras podiam formar o nome do gigante ou a palavra ANO, por ANNO, <<no ano>> sendo 1748 a data provável em que a figura terá sido desenhada. Alternativamente as letras seriam IHS significando JESUS ou IAO, ou JHD, referindo-se a JEHOVAH, talvez a inscrição JEHOVAH (ou JESUS) HOC DESTRUXIT, significando JEHOVAH DESTRUIU ISSO, ou JESUS DESTRUIU ISSO[carece de fontes?].
O fato é que muitas histórias giram em torno desta figura misteriosa e junto a essas histórias há também muitas dúvidas.
Recentemente os pesquisadores do National Trust (que cuida do local histórico) recolheram amostras das trincheiras cobertas de areia clara que formam o traçado do desenho de 66 metros de comprimento, conseguindo assim datar a figura do período entre os anos de 700 e 1100, o que difere de todas as conjecturas feitas anteriormente pela comunidade científica. 
De acordo com uma reportagem da BBC, todavia, uma especulação é que os primeiros povos britânicos acreditavam que a figura desenhada poderia ajudar na fertilidade de casais que fossem até ela.
A probabilidade maior é de que a imagem tenha sido feita pelo Lorde Holles, adversário político de Oliver Cromwell, com objetivo de ironizá-lo, pois ele era chamado de Hércules entre seus seguidores.[carece de fontes?]

## Datação
Em 2021, um estudo arqueológico datou esta figura como sendo do período medieval, ou do final do período anglo-saxão, possivelmente durante o século X.
A equipa chegou a esta conclusão depois de ter recolhido amostras do giz de certas partes do desenho e, dessas, ter extraído grãos de quartzo, que foram analisados através de uma técnica chamada luminescência opticamente estimulada que aproveita o facto de, uma vez estando enterrados, os cristais de quartzo não ficarem mais expostos de forma direta à luz solar. Em vez disso, absorvem lentamente níveis baixos de radiação natural do solo e dos sedimentos que os rodeiam.
Esta radiação ionizante excita os eletrões na rede cristalina, alguns dos quais ficam presos em buracos na estrutura da rede. Quando esses eletrões aprisionados são estimulados pela luz novamente, também emitem luz, brilhando mais fortemente quanto mais tempo tenham absorvido a radiação subterrânea.
Assim, ao medir esse brilho, os cientistas são capazes de calcular quando é que o cristal foi enterrado. O intervalo de datas indicado por esta análise situa o giz usado nesta figura entre 650 D.C. e 1310 D.C.

## Curiosidades
No ano de 2007, à época do lançamento de The Simpsons Movie, foi pintada ao lado da imagem uma gravura de Homer Simpson segurando um donut.